# Vailate

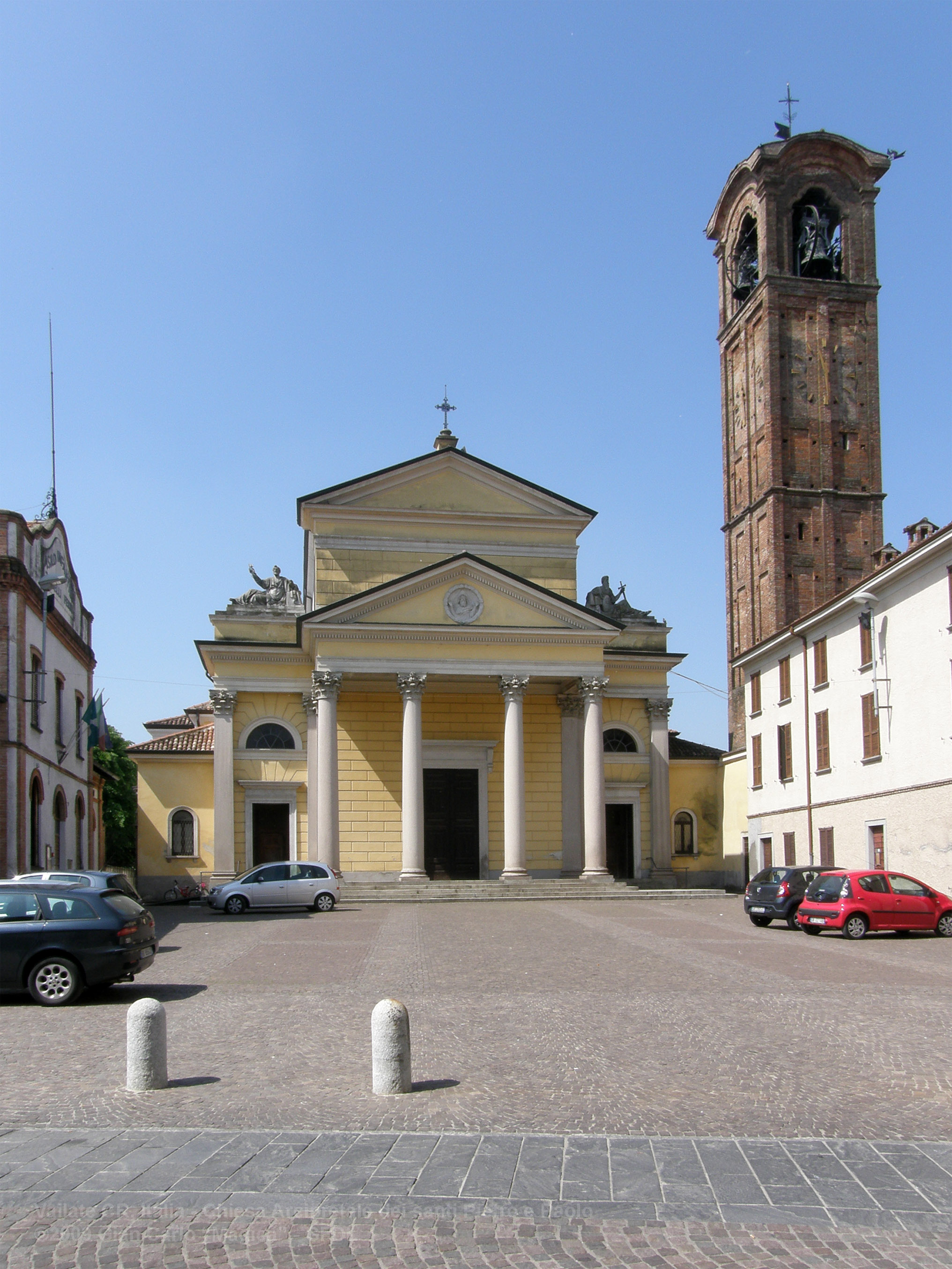
Parroquia de San Pedro y San Pablo en Vailate.

Vailate es una localidad y comune italiana de la provincia de Cremona, región de Lombardía, con 4471 habitantes. Su principal actividad económica es la ganadería, en particular bovina, destinada a productos caseros, seguida del trabajo con el metal y mobiliario.

## Evolución demográfica
| Gráfica de evolución demográfica de Vailate entre 1861 y 2001 |
|                                                               |
| fuente ISTAT - Elaboración gráfica para Wikipedia             |